# Tiszabogdány
Tiszabogdány (ukránul: Богдан [Bohdan]) község Ukrajnában, Kárpátalja Rahói járásában.

## Fekvése
Rahótól keletre, a Fehér-Tisza és a Bogdán patak találkozásánál fekvő település. Itt folyik a Fehér-Tiszába a Scsaul és a Kvasznij patak is. A Fehér-Tisza vízgyűjtőjének mértani középpontjában fekszik.

## Nevének eredetéről
Egy legenda szerint a falu lakói az erdőben dolgoztak, rájuk esteledett, nem tudtak hazatérni, s igencsak megéheztek. Ekkor váratlanul egy szarvas bukkant fel a fák között. Rögtön arra gondoltak, hogy Isten ajándéka (ő küldte). Becserkészték, leütötték, megsütötték és jóízűen megették a szarvast, s így megmenekültek az éhhaláltól. Még másnap is emlegették az "istenadta" ajándékot. Nem véletlen, hogy a falunak azt a nevet adták, hogy Isten-adta (Bogom Dane), vagyis Bogdan.

## Története
A település a fennmaradt írások tanúsága szerint a 18. században, a környékbeli tanyákból fejlődött faluvá. Nevét az írások 1803-ban említették először, nagyobb számú betelepülésről azonban csak a 18. század végi krónikák adtak hírt. Ekkor német és magyar – az erdőgazdálkodásban, a fafeldolgozásban jártas – munkaerő telepedett meg itt. Erre utal számos mai családnév is.
Tiszabogdány a trianoni békeszerződés előtt Máramaros vármegye Tiszavölgyi járásához tartozott. 1910-ben 3419 lakosából 231 magyar, 360 német, 2823 ruszin volt. Ebből 305 római katolikus, 2801 görögkatolikus és 305 izraelita volt.

## Népesség
A 2001-es napszámláláskor Tiszabogdánynak 4 464 lakosa volt, ebből 104-en vallották magukat magyarnak. Lakóinak száma 2003-ban 4294 fő volt.

## Itt születtek, itt éltek
- Vágner Lajos, botanikus, a máramarosi flóra első leírója 1815. február 10-én itt született.

## Galéria

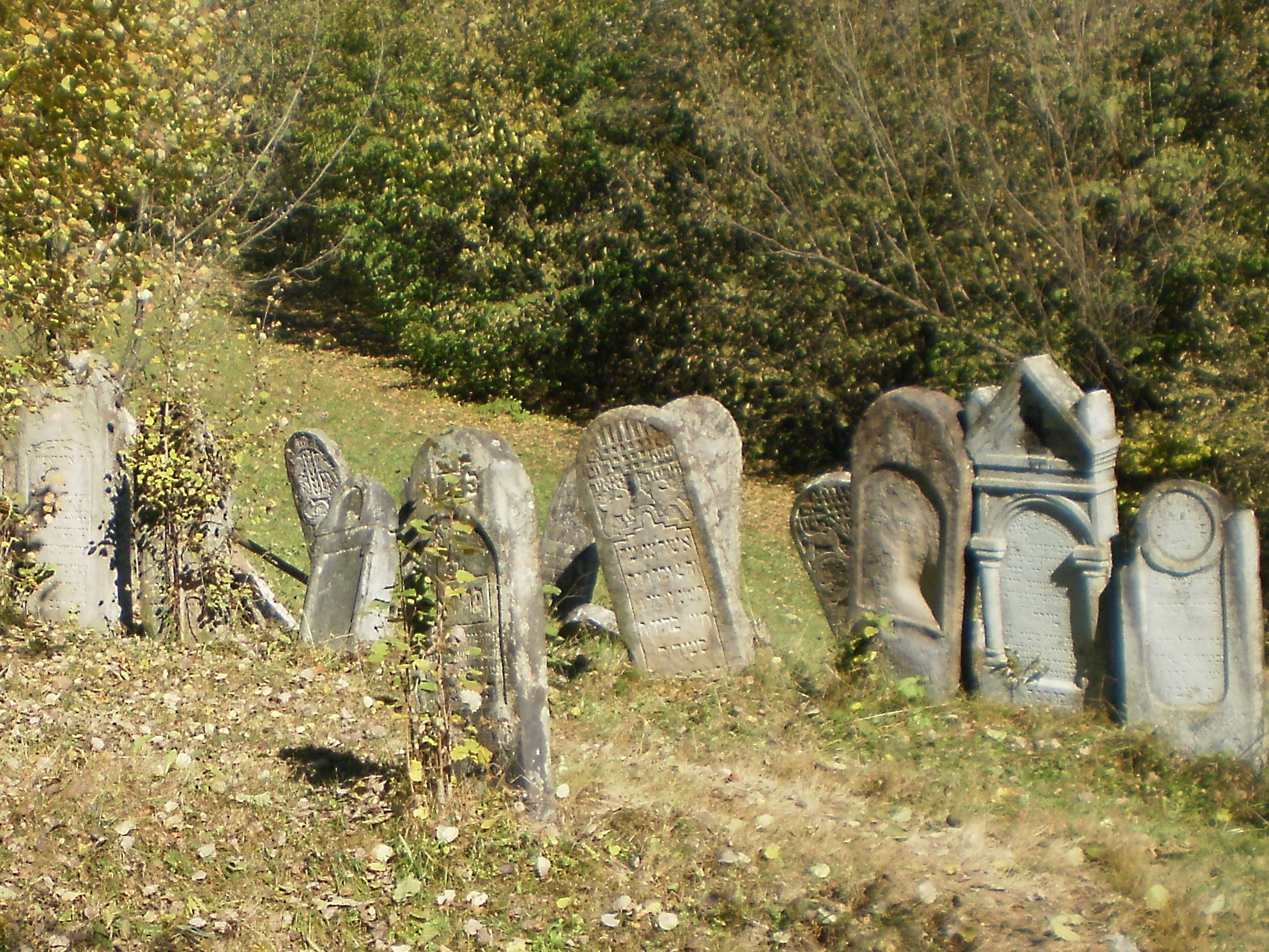
Zsidó temető